# Музика у Шпанији
Музика у Шпанији бухвата различите стилове развијене у различитим историјским епохама, од првих културних манифестација пре самог постојања Шпаније као државе, до савремених уметничких манифестација и производа забавне индустрије.

## Ренесанса и барок
На почетку XVI века развио се полифонични корални стил који је био близак стилу франко-фламанске музичке школе. Међу најпознатијим композиторима тог доба су Матео Флећа старији (Mateo Flecha el viejo), кастиљански драматург Хуан дел Енсина (Juan del Encina), Хуан де Анћиета (Juan de Anchieta), Франсиско де Салинас (Francisco de Salinas) и оргуљаш Антонио де Кабесон   (Antonio de Cabezón). Велики део музичке продукције тог доба био је штампан у песмарицама, међу којима се истичу Silva de Sirenas, Cancionero de Upsala и Cancionero de la Colombina. 
Процес унификације стила десио се за време владавине Карла V Хабзбуршког, цара Светог римског царства, јер су музичари са севера посетили Шпанију, а шпански музичари путовали су у друге територије Царства: Холандију, Немачку и Италију. Велики композитори ренесансе укључују Франсиска Гереру (Francisco Guerrero) и Кристобала де Моралеса, који су такође били активни у Риму. Можда најпознатији међу њима био је Томас Луис де Викторија, који је такође провео дуго времена у Риму, а чије полифонично савршенство и изражајна интензивност могу бити упоређени са Палестрином и Ласом. Многи композитори су се обично враћали на крају своје каријере у родну земљу како би проширили своје музичко знање. 
Међу највећим достигнућима Иберијске ренесансе истиче се инструментална музика за виујелу (vihuela), са извођачима попут Луиса де Милана (Luis de Milán), Алонса де Мударе (Alonso de Mudarra), Луиса де Нарваеса (Luis de Narváez). Додавање пете жице гитари приписује се Винсенту Еспинелу (Vicente Espinel).
Религиозна барокна музика наставила је да користи карактеристике претходног периода. Истичу се Себастијан де Виванко (око 1551-1622), следбеник Викторије или Себастијан Лопес де Веласко (1584-1659). Главни облик религиозне вокалне музике био је виљансико. Већ присутан у 16. веку, типичан облик био је Тонада (соло или неколико гласова) - Одговор или рефрен (сви) - Стихови (соло). Сачуван је огроман број виљансика. У световној музици објављиване су песмарице, попут Саблонарине са формама виљансика или романси. 
Сарсуела, карактеристичан шпански вокални жанр, почео је са више успеха. Његова тема била је митолошка, а користио је различите домаће или уважене музичке форме. Међу ауторима су се истицали Калдерон и Идалго, а међу првима се истичу El laurel de Apolo (1657), Los celos hacen estrellas (1672) аутора Хуана Велеса де Геваре и Идалга и Los olímpicos (1675) Агустина де Саласара (1636—1675) и Идалга. 

## XVIII и XX век
Деценија четрдесетих година 20. века била је време интензивног рада на реорганизацији шпанске музичке сцене, која је била веома дезинтегрисана након Шпанског грађанског рата. Основан је Национални оркестар, реформисан Шпански конзерваторијум у Мадриду, основан је Шпански институт за музикологију, развијен и стабилизован цео репертоар и публика симфонијског жанра, и појавили су се веома значајни извођачи. Ови и други фактори били су одлучујући за институционални живот, креативност, наставу и историјско истраживање шпанске музике, и поставили су основе без којих би било немогуће разумети другу половину 20. века. Ниво активности и њихова повезаност с политичким и идеолошким аспектима новог режима чине деценију четрдесетих година изузетно узбудљивим пољем за истраживање и студије. Истовремено, шпански музичари развили су значајан рад у егзилу, док су други остали у Шпанији покушавајући да наставе своје активности. Међу последњима, Хоакин Родриго, кога је Федерико Сопења описао као "музичар ових година", заузимао је главно место.

## Фолклорна музика
Фолклорна музика у Шпанији је једнако разноврсна као и њене регије. Међутим, постојао је низ ритмова који су се проширили широм полуострва и временом су се разликовали постајући различити у свакој регији или су нестали у некима и остали карактеристични за друге, као што је случај са јотом, коју многи људи сматрају специфичном за Арагон, иако је то плес који се изводи готово на целом полуострву. Међу најважније врсте треба истаћи, поред фламенка и чараду, хотис, контрапас, копљу, купле, фанданго, зелене пасуље, канарску ису, фолије, полку, јоту... Такође треба споменути и кантауторе, који, као и у Латинској Америци и Португалу, базирају своју музику на популарном фолклорном наслеђу и текстовима са политичком поруком. Најпознатији су Хуан Мануел Серат и Хоакин Сабина. 

## Фламенко
Фламенко може делимично потицати од музике морисаца од 8. до 17. века. Утицаји византијске црквене музике и музике из Египта, Пакистана и Индије такође би могли имати улогу у формирању музике. Међутим, већина стручњака верује да је фламенко форма музике која је настала на сцени у 18. и почетком 19. века, као што су и танго, ребетико или фадо, иако признају могуће утицаје ових извора. 

## Популарна музика
Порекло популарне музике потиче из почетка тржишта фонографске индустрије крајем 19. века. Међу првим снимцима су углавном били дискови посвећени фолклорној музици. 
Један од стилова који су се појавили у првој половини 20. века био је мелодични шансон. Његови први утицају су били болеро, андалузијска копља и купле, постепено елиминишући утицаје фолклора, ослањајући се на оркестре, или чак, на поп инструментацију. У ствари, шпанска музика се угледала на француску и италијанску, а од педесетих година и доласком америчког рокенрола. 
Посебно су се истакли неки покрети који су привукли међународну пажњу током осамдесетих година, познати као "movida madrileña" и "ruta del bakalao", посебно крајем деценије. Током ових година, такође су се окоренили и други жанрови који и даље имају добар пријем, попут хип хопа или електронске музике, од којих се може издвојити такозвани "makineo" или музика макина, пореклом из Валенсијске аутономне заједнице.